# Espen Bugge Pettersen
Espen Bugge Pettersen (Tønsberg, 10 mei 1980) is een Noors betaald voetballer die speelt als doelman. Hij staat sinds 2015 onder contract bij Strømsgodset IF.

## Interlandcarrière
Onder leiding van bondscoach Egil Olsen maakte Pettersen zijn debuut voor het Noors voetbalelftal op 29 mei 2010 in het oefenduel tegen Montenegro (2-1), net als middenvelders Jonathan Parr en Ruben Yttergård Jenssen. Pettersen viel in dat duel na 89 minuten in voor Rune Jarstein.

## Erelijst
Molde FK
- Noors landskampioen

2011, 2012, 2014
- Kniksenprijs ("Doelman van het jaar")

2011